# Ксенгіниці-Великі
Ксенгіниці-Великі (пол. Księginice Wielkie, нім. Großkniegnitz) — село в Польщі, у гміні Кондратовиці Стшелінського повіту Нижньосілезького воєводства.
Населення — 565 осіб (2011).
У 1975-1998 роках село належало до Вроцлавського воєводства.

## Демографія
Демографічна структура станом на 31 березня 2011 року:
|          | Загалом | Допрацездатний вік | Працездатний вік | Постпрацездатний вік |
| -------- | ------- | ------------------ | ---------------- | -------------------- |
| Чоловіки | 281     | 58                 | 194              | 29                   |
| Жінки    | 284     | 44                 | 175              | 65                   |
| Разом    | 565     | 102                | 369              | 94                   |